# چشمه ساران
چشمه ساران روستایی از توابع بخش سامن شهرستان ملایر در استان همدان ایران است. از سوغاتی های معروف این شهر می‌توان از گردو،بادام،شیره و........ نام برد

## جمعیت
این روستا در دهستان سفیدکوه قرار دارد و براساس سرشماری مرکز آمار ایران در سال ۱۳۹۵، جمعیت آن ۱۰۹ نفر (۴۱خانوار) بوده‌است.